# Achyropappus anthemoides
Achyropappus anthemoides, jedna od tri vrsta glavočika u rodu Achyropappus, dio tribusa Bahieae. A. anthemoides je tipična vrsta roda, opisana opisana još 1820 [1818] po primjerku u blizini Toluce

## Sinonimi
- Actinolepis anthemoides A.Gray
- Bahia anthemoides A.Gray
- Eriophyllum anthemoides Kuntze
- Schkuhria anthemoides Wedd.
- Schkuhria pusilla Wedd. ex Benth. & Hook.f.